# Hilfseinrichtung der Forschung
Hilfseinrichtungen der Forschung ist eine Förderlinie der Deutschen Forschungsgemeinschaft (DFG), die seit 1957 existiert. Die Hilfseinrichtung ist  dabei „eine Einrichtung von überregionaler Bedeutung, in der hochwertige personelle bzw. apparative Voraussetzungen für wissenschaftliche und wissenschaftlich-technische Dienstleistungen für die Forschung an einem Ort konzentriert sind. Sie ist ein wissenschaftlich wichtiges Instrument zur Stärkung der forschungsrelevanten Infrastruktur der Wissenschaft und bildet damit eine wesentliche Voraussetzung für die Erhaltung und Steigerung der Leistungsfähigkeit der Forschung.“
Die Hilfseinrichtungen sind langfristig angelegt.

## Existierende Hilfseinrichtungen für die Forschung (Stand 2016)
- Forschungsschiff Maria S. Merian
- Forschungsschiff Meteor
- Kooperationsstelle EU der Wissenschaftsorganisationen – KoWi

## Ehemalige Hilfseinrichtungen (Auswahl)
- Die DFG förderte ab 2005 das Institut für Forschungsinformation und Qualitätssicherung (iFQ) als Hilfseinrichtung der Forschung. Das iFQ wurde zum 1. Januar 2016 als Abteilung 2 „Forschungssystem & Wissenschaftsdynamik“ in das Deutsche Zentrum für Hochschul- und Wissenschaftsforschung integriert.
- Zentralinstitut für Versuchstierzucht, Hannover-Linden (1957–1993)[2][3]
- Seismologisches Zentralobservatorium, Gräfenberg[4]
- Zentrallaboratorium für Geochronologie, Münster[5]